# Pustiměř
Pustiměř (en allemand : Pustimir, auparavant Pustomirz) est une commune du district de Vyškov, dans la région de Moravie-du-Sud, en République tchèque. Sa population s'élevait à 1 945 habitants en 2024.

## Géographie
Pustiměř se trouve à 6 km au nord-nord-est du centre de Vyškov, à 34 km au nord-est de Brno et à 205 km à l'est-sud-est de Prague.
La commune est limitée par Zelená Hora au nord-ouest, par la zone militaire de Březina au nord, par Drysice au nord-est, par Ivanovice na Hané à l'est, par Hoštice-Heroltice et Křižanovice u Vyškova au sud, par Vyškov au sud-ouest et par Radslavice à l'ouest.

## Histoire
La première mention écrite de la localité date de 1026.

## Transports
Par la route, Pustiměř se trouve à 7 km de Vyškov, à 40 km de Brno et à 247 km de Prague.